# Trepča
Trepča (cyr. Трепча) – wieś w Czarnogórze, w gminie Andrijevica. W 2011 roku liczyła 213 mieszkańców.